# نصف‌النهار سماوی

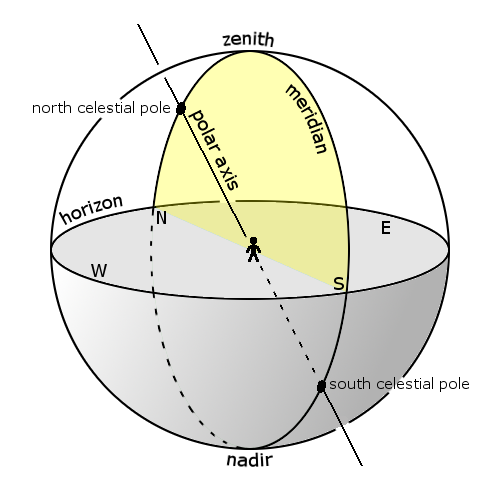
در نیمکره شمالی زمین؛ نصف النهار ناظر (Meridian) محیط نیم دایره زردرنگ که از نقطه شمال افق (N) و قطب شمال (north Celestial pole) سرسو (zenith) و در نهایت نقطه جنوب افق (S) می‌گذرد.

نصف‌النهار سماوی یا نصف‌النهار ناظر، خطی یا نیم‌دایره فرضی در آسمان ناظر از دو نقطه شمال به جنوب افق که از قطب سماوی، سرسو و استوای سماوی می‌گذرد و آسمان را به دو نیمه شرقی و غربی تقسیم می‌کند. اجرام سماوی هنگام گذر از این خط در بیشترین ارتفاع سماوی قرار دارند.
این خط نیمی از امتداد دایره بزرگیست که ناظر همواره نیمی از آن را می‌بیند. دایره عظیمه از قطبین سماوی و دو نقطه متقابل استوای سماوی و در عین حال قطبین مختصات افقی و دو نقطه شمالی و جنوبی افق ناظر عبور می‌کند.